# عقد 1090 هـ
عقد 1090 هـ هو الفترة بين عام 1090 إلى 1099 في التقويم الهجري، أي العشر سنوات الأخيرة من القرن الحادي عشر الهجري.